# Òrbita geoestacionària

Animació mostrant el moviment relatiu d'un satèl·lit geoestacionari (en verd) respecte al moviment d'un punt de la superfície terrestre (en marró)

Una òrbita geoestacionària és una òrbita geosíncrona caracteritzada per tenir tant l'excentricitat com la inclinació nul·les (e = 0, i = 0). Es tracta d'una òrbita circular situada a 35.786 km sobre l'equador terrestre. El concepte va ser publicat per Arthur C. Clarke a un article a la revista Wireless World l'octubre de 1945 amb el títol "Extraterrestrial relays", basant-se en l'obra Das Problem der Befahrung des Weltraums, de Hermann Noordung, de 1929.
Un satèl·lit en aquesta òrbita manté fixa la seva posició (es troba estacionari) respecte a la superfície terrestre, ja que el seu moviment orbital es fa a la mateixa velocitat angular que el moviment de rotació de la Terra. D'una certa manera, es pot dir que el satèl·lit «segueix» el moviment de rotació de la superfície.
Aquesta característica es revela d'una gran utilitat per als satèl·lits de comunicacions, ja que permet l'ús d'antenes de recepció fixes i proporciona una cobertura constant. També permet als satèl·lits meteorològics recollir i enviar informació actualitzada sobre la meteorologia de regions molt extenses (p. ex. d'un continent).
Aquesta òrbita presenta, emperò, alguns inconvenients respecte a l'òrbita baixa terrestre (l'altre tipus d'òrbita més utilitzat). D'entrada, cal molta més energia per arribar-hi degut a la gran alçada, cosa que dificulta i encareix el llançament. A això s'afegeix un nivell de radiació molt més important, ja que ens trobem al límit de la zona protegida pel camp magnètic terrestre. La gran alçada també tendeix a dificultar la tasca del satèl·lit. Per exemple, els satèl·lits de comunicació han d'enviar senyals de gran potència per compensar la distància que els separa de l'usuari receptor.
A aquestes complicacions s'afegeix el fet que l'òrbita geoestacionària és una òrbita inestable. Diverses pertorbacions orbitals fan que els satèl·lits geoestacionaris es vegin obligats a utilitzar els seus sistemes de propulsió per mantenir-se a la seva posició. Les pertorbacions més importants són:
1. El potencial lunisolar (o deriva Nord-Sud): Es tracta d'una variació espontània de la inclinació de l'òrbita causada per l'efecte combinat de la gravetat del Sol i de la Lluna. L'amplitud d'aquesta pertorbació varia periòdicament entre 0,75 i 0,95 °/any, amb un cicle de 18,6 anys imposat pel moviment relatiu d'aquests dos astres. Aquesta pertorbació és la que requereix més combustible per ser corregida.
2. La deriva de la longitud (o deriva Est-Oest): La posició relativa d'un satèl·lit geoestacionari respecte a la superfície es troba definida per la longitud sobre la qual es troba el satèl·lit. Aquesta posició ha de restar fixa per poder realitzar la missió. La longitud del satèl·lit, emperò, es veu afectada per una pertorbació causada pel fet que la Terra no és una esfera perfecta. L'efecte d'això és una deriva de la longitud que pot arribar a 0,7 °/any. Aquest valor, però, no és uniforme per a tota l'òrbita geoestacionària, sinó que depèn, al seu torn, de la longitud sobre la qual es troba el satèl·lit.

Fins i tot tenint en compte aquests problemes, el gran valor comercial dels satèl·lits geoestacionaris fa que el nombre d'objectes en òrbita geoestacionària augmenti. L'any 2005 existien més de 300 satèl·lits geoestacionaris operacionals. Com que l'espai a l'òrbita és limitat, la Unió Internacional de Comunicacions ha dividit l'òrbita en parcel·les o «finestres» que són assignades a cada satèl·lit i que permeten de disminuir el risc de col·lisió o interferència entre satèl·lits geoestacionaris. El problema de la deixalla espacial tot i no ser tan intens com a l'òrbita baixa terrestre també es planteja i actualment es procura que els satèl·lits geoestacionaris deixin l'òrbita geoestacionària a la fi de la seva vida útil a fi i efecte de deixar el lloc lliure per als satèl·lits del futur.

## Usos
La majoria dels satèl·lits de comunicacions, satèl·lits de difusió i satèl·lits SBAS comercials operen en òrbites geoestacionàries.

### Comunicacions
Els satèl·lits de comunicació geoestacionaris són útils perquè són visibles des d'una gran àrea de la superfície terrestre, s'estenen a 81° de latitud i 77° de longitud. Apareixen estacionaris al cel, cosa que elimina la necessitat que les estacions terrestres tinguin antenes mòbils. Això significa que els observadors terrestres poden aixecar antenes petites, barates i estacionàries que sempre es dirigeixen al satèl·lit desitjat. Tanmateix, la latència esdevé significativa, ja que es necessita uns 240 ms perquè un senyal passi des d'un transmissor terrestre a l'equador al satèl·lit i torni. Aquest retard presenta problemes per a aplicacions sensibles a la latència, com ara la comunicació de veu, per tant, els satèl·lits de comunicació geoestacionaris s'utilitzen principalment per a entreteniment unidireccional i aplicacions on no hi ha alternatives de baixa latència disponibles.
Els satèl·lits geoestacionaris es troben directament a l'equador i apareixen més avall al cel per a un observador més a prop dels pols. A mesura que augmenta la latitud de l'observador, la comunicació es fa més difícil a causa de factors com la refracció atmosfèrica, la emissió tèrmica de la Terra, les obstruccions de la línia de visió i els reflexos del senyal del sòl o d'estructures properes. A latituds superiors als 81°, els satèl·lits geoestacionaris es troben per sota de l'horitzó i no es poden veure en absolut. Per aquest motiu, alguns satèl·lits de comunicació de Rússia han utilitzat òrbites el·líptiques Molniya i Tundra, que tenen una visibilitat excel·lent a latituds altes.

### Meteorologia
S'utilitza una xarxa mundial de satèl·lits meteorològics geoestacionaris operatius per proporcionar imatges visibles i infraroges de la superfície i l'atmosfera de la Terra per a l'observació del temps, l'oceanografia i el seguiment atmosfèric. Des del 2019 hi ha 19 satèl·lits en funcionament o en espera. Aquests sistemes de satèl·lit inclouen:
- la sèrie Geostationary Operational Environmental Satellite (GOES) dels Estats Units, operada per la National Oceanic and Atmospheric Administration (NOAA)[14]
- la sèrie Meteosat, llançada per l'Agència Espacial Europea i operada per l'Organització Europea de Satèl·lits Meteorològics, EUMETSAT[15]
- els satèl·lits multi missió COMS-1 i GK-2A de la República de Corea.[16][17]
- els satèl·lits russos Elektro-L.
- la sèrie japonesa Himawari.[18]
- la sèrie xinesa Fengyun[19]
- La sèrie índia INSAT[20]

Aquests satèl·lits solen capturar imatges en l'espectre visual i infraroig amb una resolució espacial d'entre 0,5 i 4 quilòmetres quadrats. La cobertura és normalment de 70°, i en alguns casos menys.
S'han utilitzat imatges de satèl·lit geoestacionaris per rastrejar cendra volcànica, mesurant les temperatures superiors dels núvols i el vapor d'aigua, oceanografia, mesurar la temperatura del sòl i la cobertura de vegetació, facilitant la predicció del camí del cicló, i proporcionar cobertura al núvol en temps real i altres dades de seguiment. Alguna informació s'ha incorporat als models de predicció meteorològica, però a causa del seu ampli camp de visió, monitorització a temps complet i resolució més baixa, les imatges de satèl·lit meteorològic geoestacionari s'utilitzen principalment per a curt termini i en temps real.

### Navegació

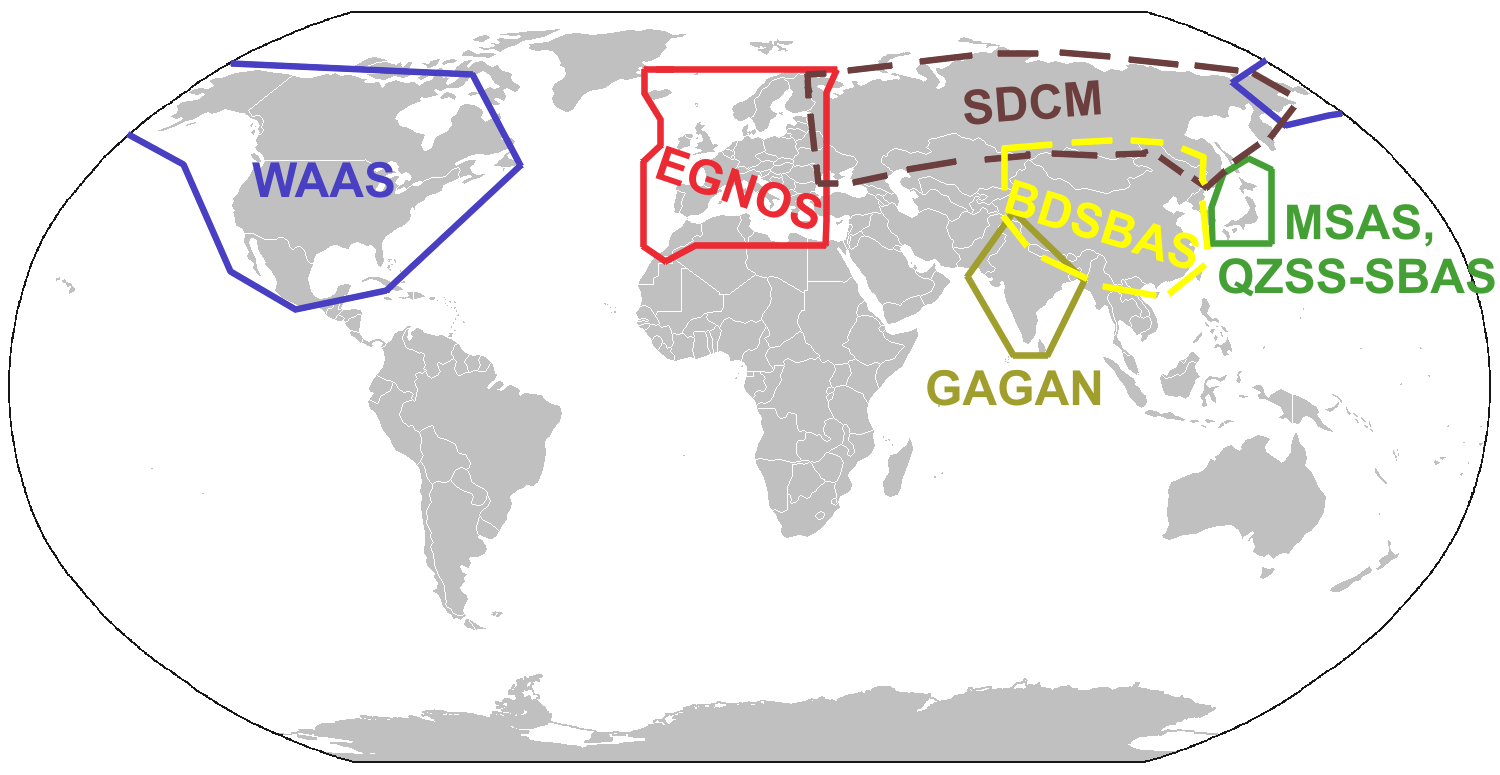
Àrees de servei dels sistemes d'augment basats en satèl·lit (SBAS).

Els satèl·lits geoestacionaris es poden utilitzar per augmentar els sistemes GNSS mitjançant la retransmissió de correcció d'errors de rellotge, efemèrides i ionosfèrics (calculats a partir d'estacions terrestres d'una posició coneguda) i proporcionant un senyal de referència addicional. Això millora la precisió de la posició d'aproximadament 5 m a 1 m o menys.
Els sistemes de navegació anteriors i actuals que utilitzen satèl·lits geoestacionaris inclouen:
- El Wide Area Augmentation System (WAAS), operat per l'Administració Federal d'Aviació (FAA) dels Estats Units;
- El Servei europeu de superposició de navegació geoestacionària (EGNOS), operat per l'ESSP (en nom de la GSA de la Unió Europea);
- El Sistema d'augment de satèl·lit multifuncional (MSAS), operat pel Ministeri de Territori, Infraestructura i Transport de l'oficina d'aviació civil del Japó;
- El sistema GPS Assisted Geo Augmented Navigation (GAGAN) és operat per l'Índia.[31][32]
- El sistema de navegació comercial StarFire, operat per John Deere i C-Nav Positioning Solutions;
- El sistema comercial Starfix DGPS System i OmniSTAR, operats per Fugro.[33]